# José Manuel Barreiro
José Manuel Barreiro Fernández, né le 18 septembre 1957, est un homme politique espagnol membre du Parti populaire (PP).

## Biographie

### Vie privée
Il est marié et père de deux filles.

### Activités politiques
Il est conseiller municipal de Lugo de 1995 à 1999 puis de 2007 à 2011 ainsi que membre de la députation provinciale de Lugo de 2007 à 2011. Il est député au Parlement de Galice de 1997 à 2007.
Le 9 mars 2008, il est élu sénateur pour Lugo au Sénat et réélu en 2011, 2015, 2016 et lors des deux échéances électorales de 2019.